# Lidtjärnberget
Lidtjärnberget eller Litjärnbergs torpen är en ort i Fjällsjö socken i Strömsunds kommun.
Byn kom till under 1870-talet då torpställena nyodlades under torparlagen. 
Lidtjärnberget har sex torp varav två är bebodda året runt. Det finns 4 personer bosatta i byn.
Med sitt läge på högsta havslinjen cirka 212 meter över havet finns det efter inlandsisen lämningar efter forntida folk i form av flinta knivar, stenklubbor, kokstenar och ockra målningar.

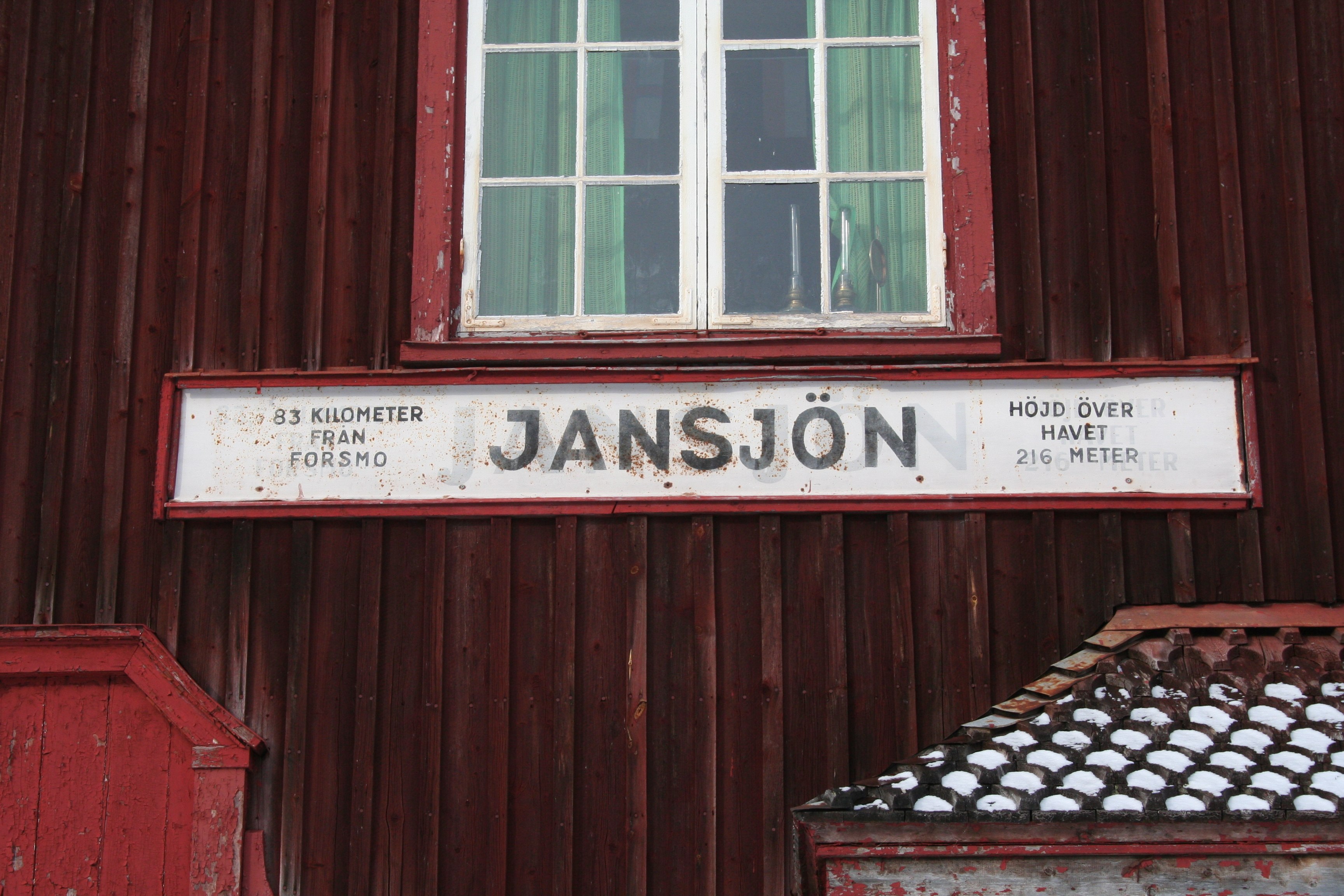
Järnvägsstationen i Lidtjärnberget

Vid Lidtjärnberget låg en station vid Järnvägslinjen Forsmo–Hoting som kallades Jansjön (efter sjön Öster-Jansjön, som den korsar) och ligger på 216 meter över havet.